# Тэдонган
Тэдонга́н (кор. 대동강?, 大同江?) — река в КНДР. Берёт начало в горах Нанним на севере страны. Течёт на юго-запад и впадает в Корейский залив в районе города Нампхо. Протекает через столицу страны, Пхеньян. На берегу Тэдонгана расположены такие достопримечательности, как Монумент идей Чучхе и Площадь Ким Ир Сена. Ранее была известна под именем Пэган (浿江). На реке построена Тэдонганская ГЭС мощностью 200 МВт.
Длина реки составляет около 439 км, площадь водосборного бассейна — 20 344 км². Судоходна на протяжении 65 км от устья. В бассейне Тэдонгана свыше 600 рек.
В 1986 году в устье реки была сооружена Плотина Западного Моря (плотина Сохэ), огородившая Тэдонган от моря. Плотина длиной 8 км представляет собой инженерное сооружение из железобетонных ячеек (массой 6 тыс. тонн каждая), заполненных песком и гравием и оборудована шлюзами. В результате возникло водохранилище объёмом 3 млрд м³. Из водохранилища пресной водой обеспечивается Пхеньянский промышленный район, также стало возможным создать систему польдеров для выращивания поливного риса. Улучшилось судоходство: порт Нампхо смог принимать суда водоизмещением до 50 тыс. тонн, Сонним — до 30 тыс., Пхеньян — до 10 тыс. Пропускная способность порта в Нампхо увеличилась с 7 до 10 млн т.

## Галерея

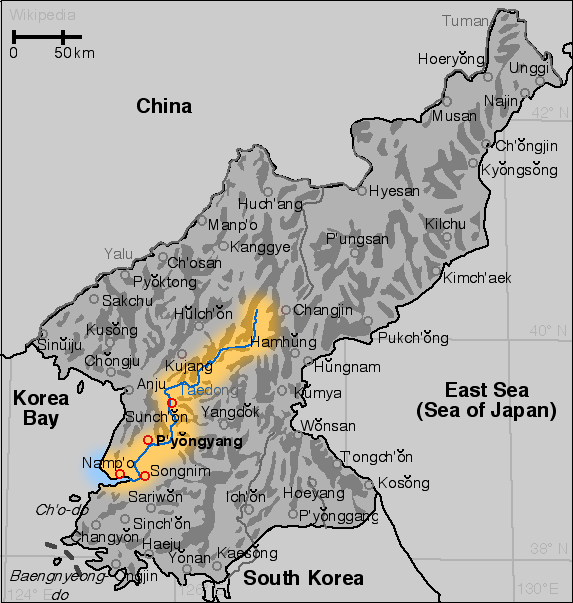
Карта реки
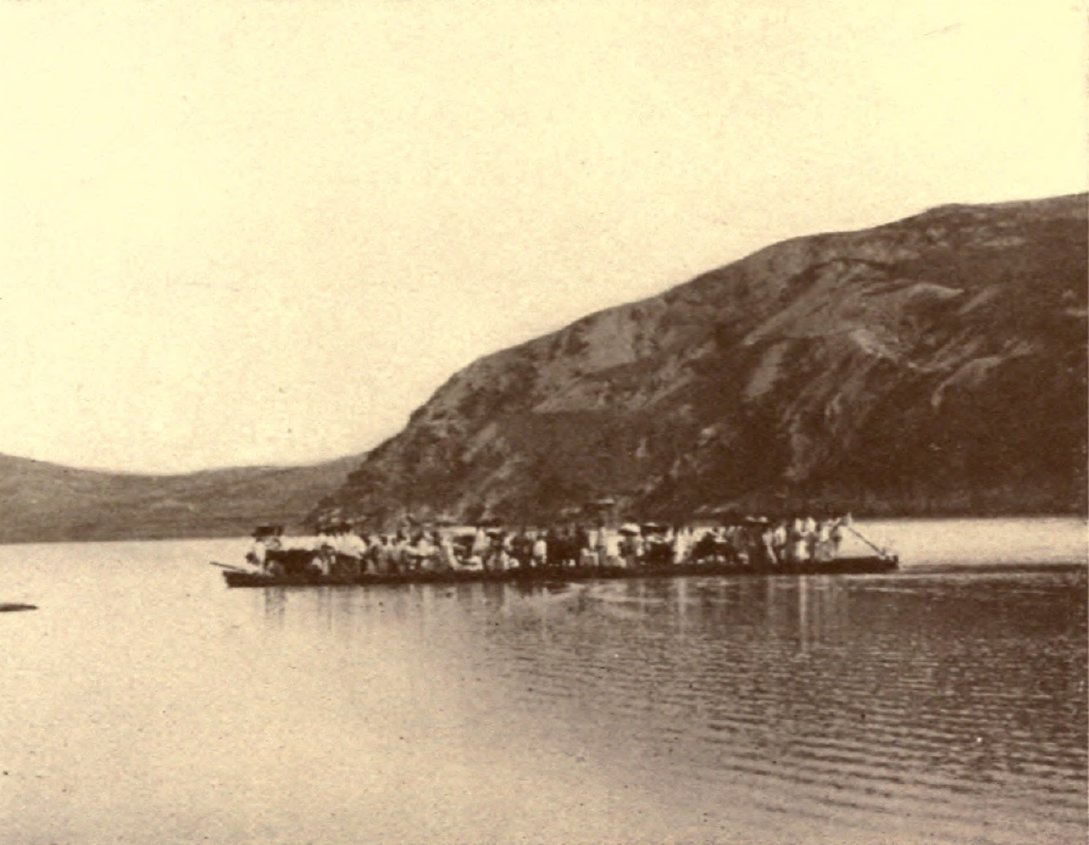
Река Тэдонган в 1889 году
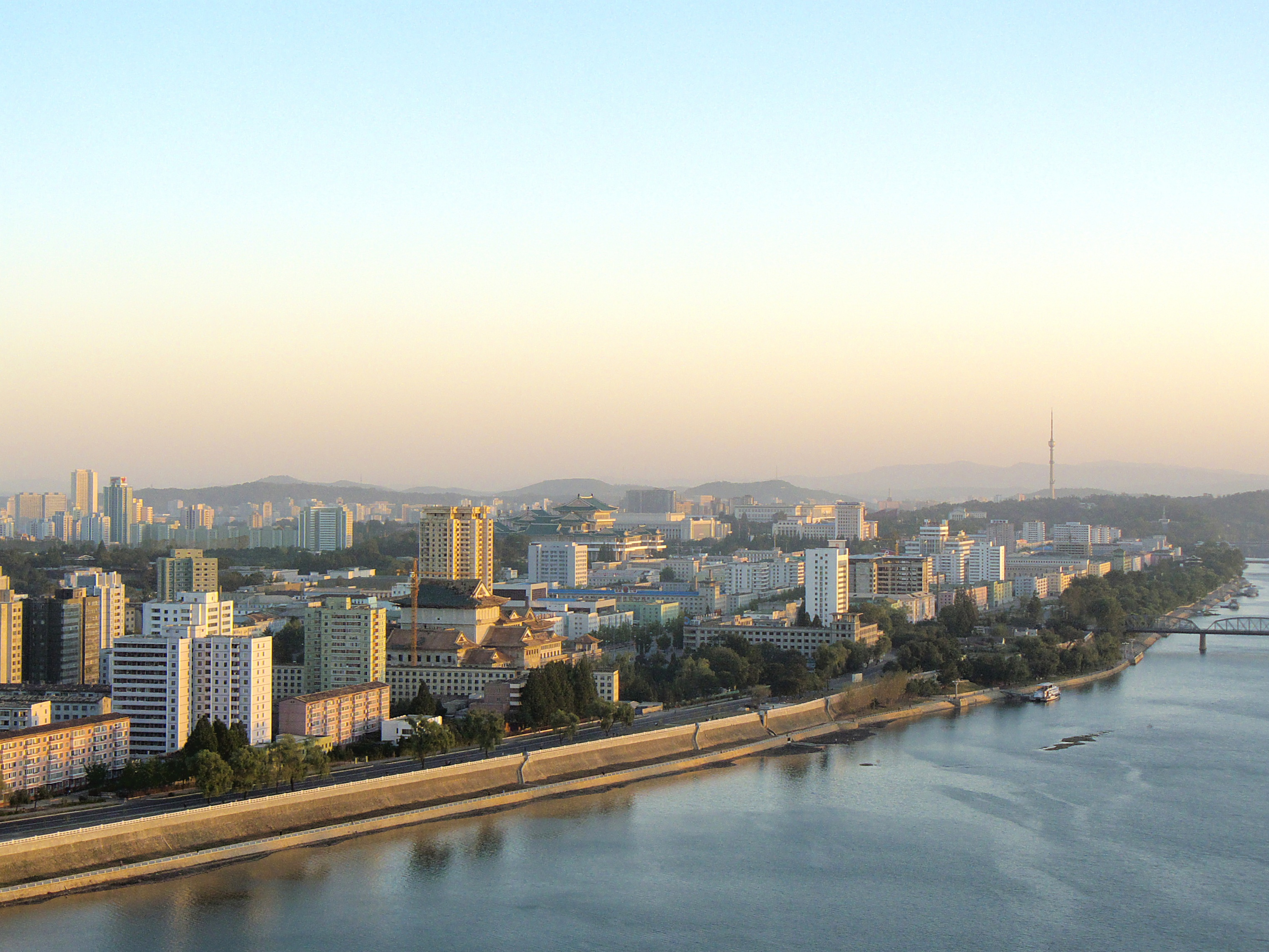
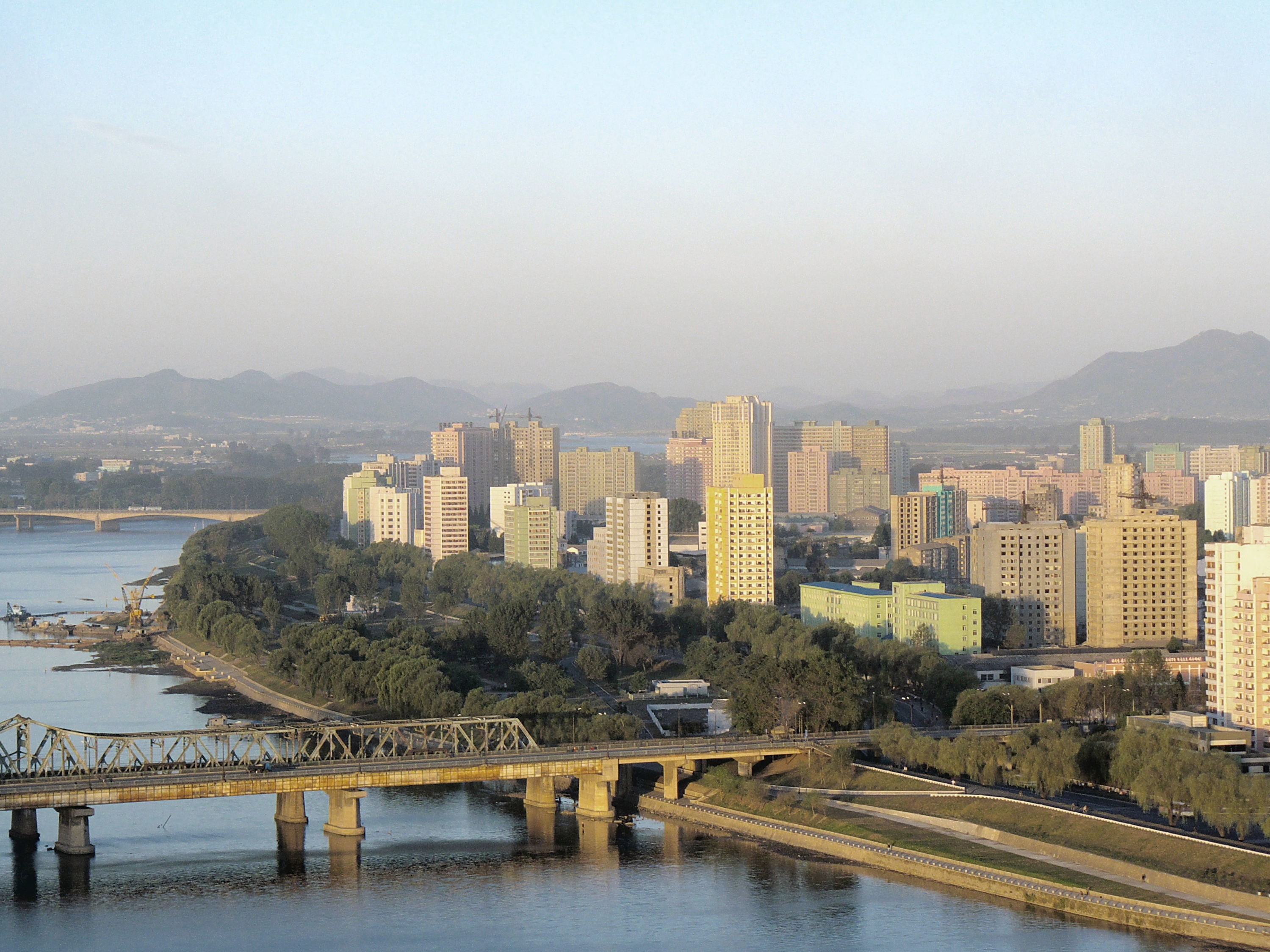
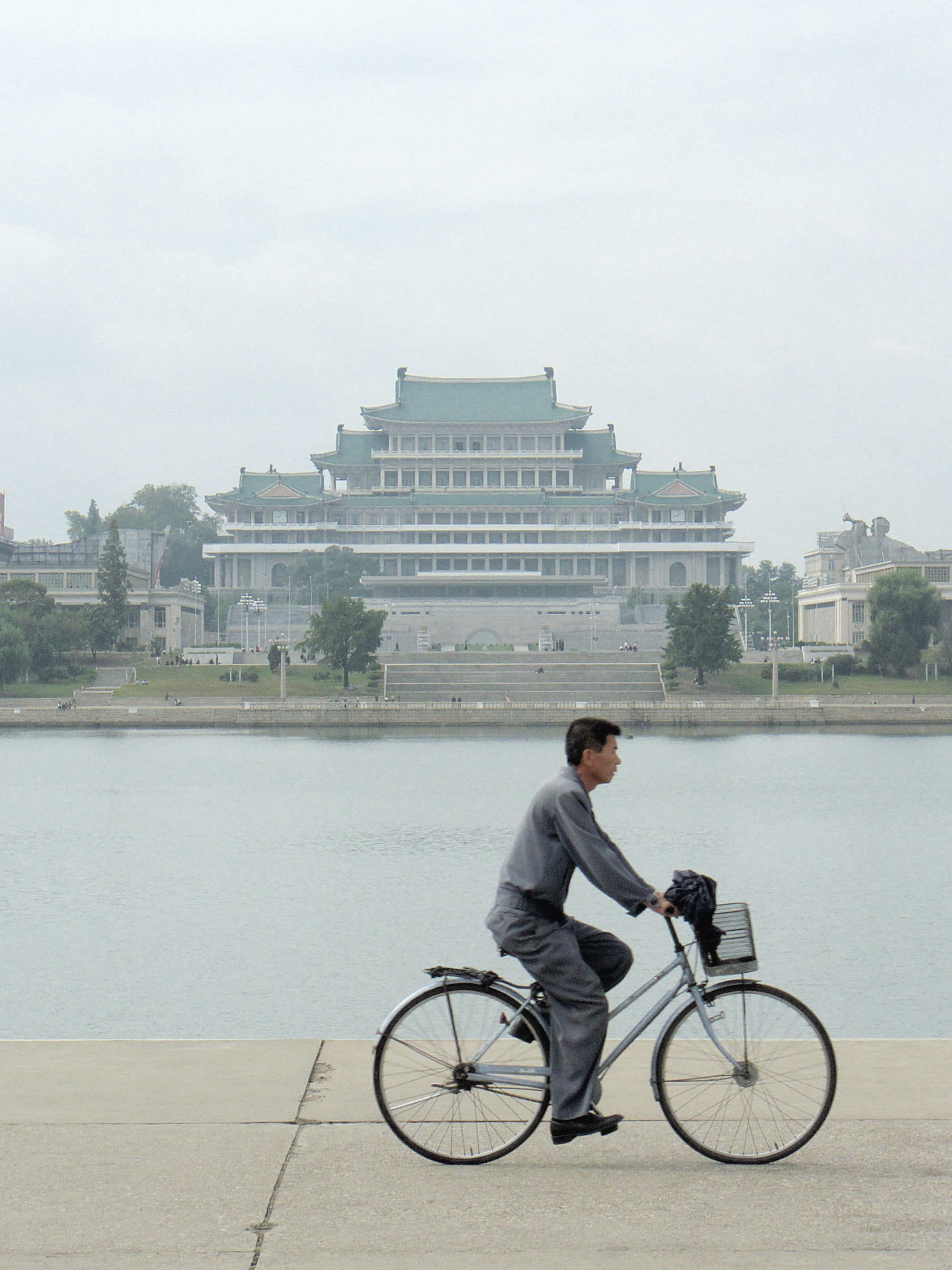
Народный дворец учёбы
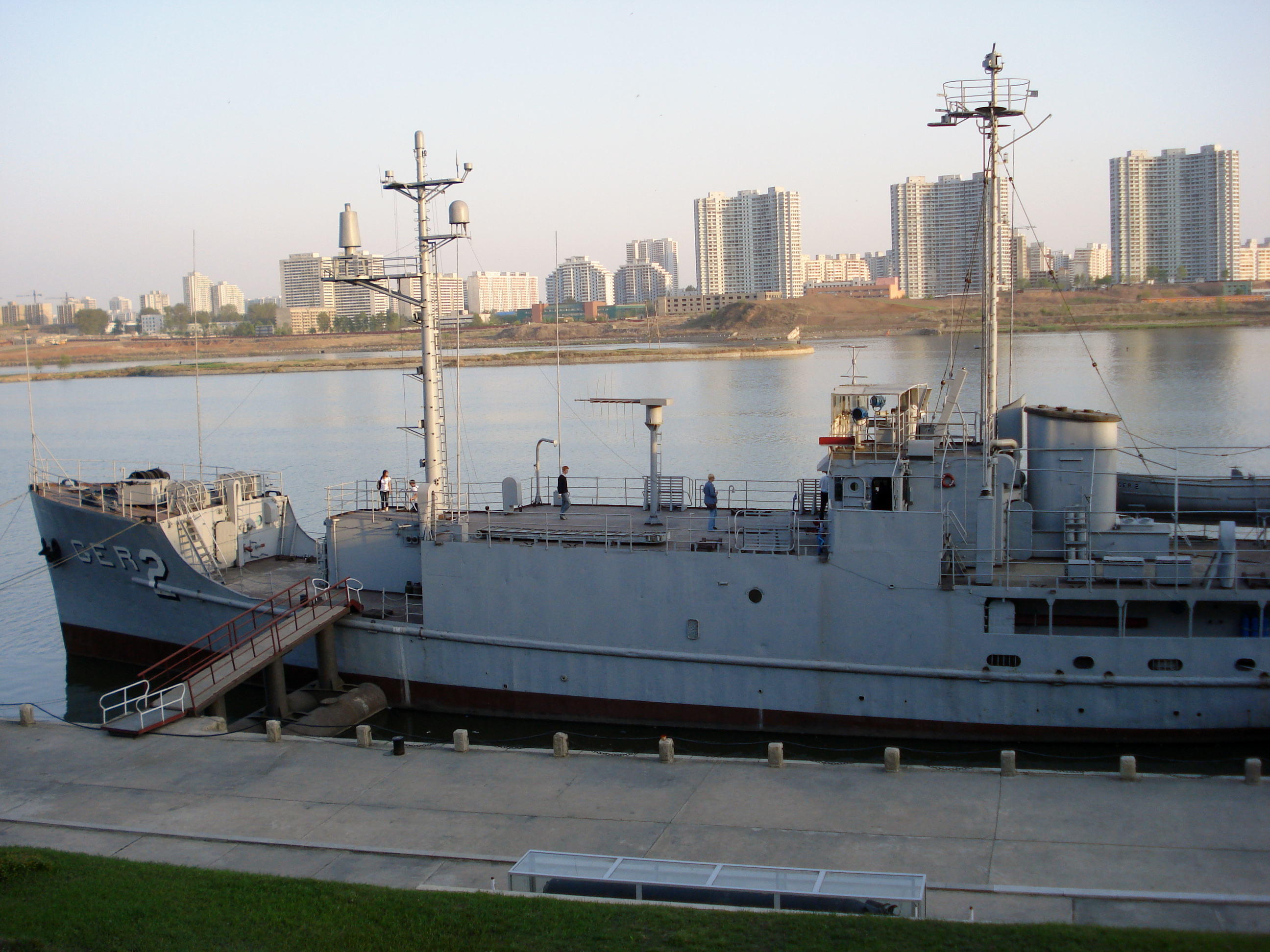
USS Pueblo (AGER-2) на реке Тэдонган
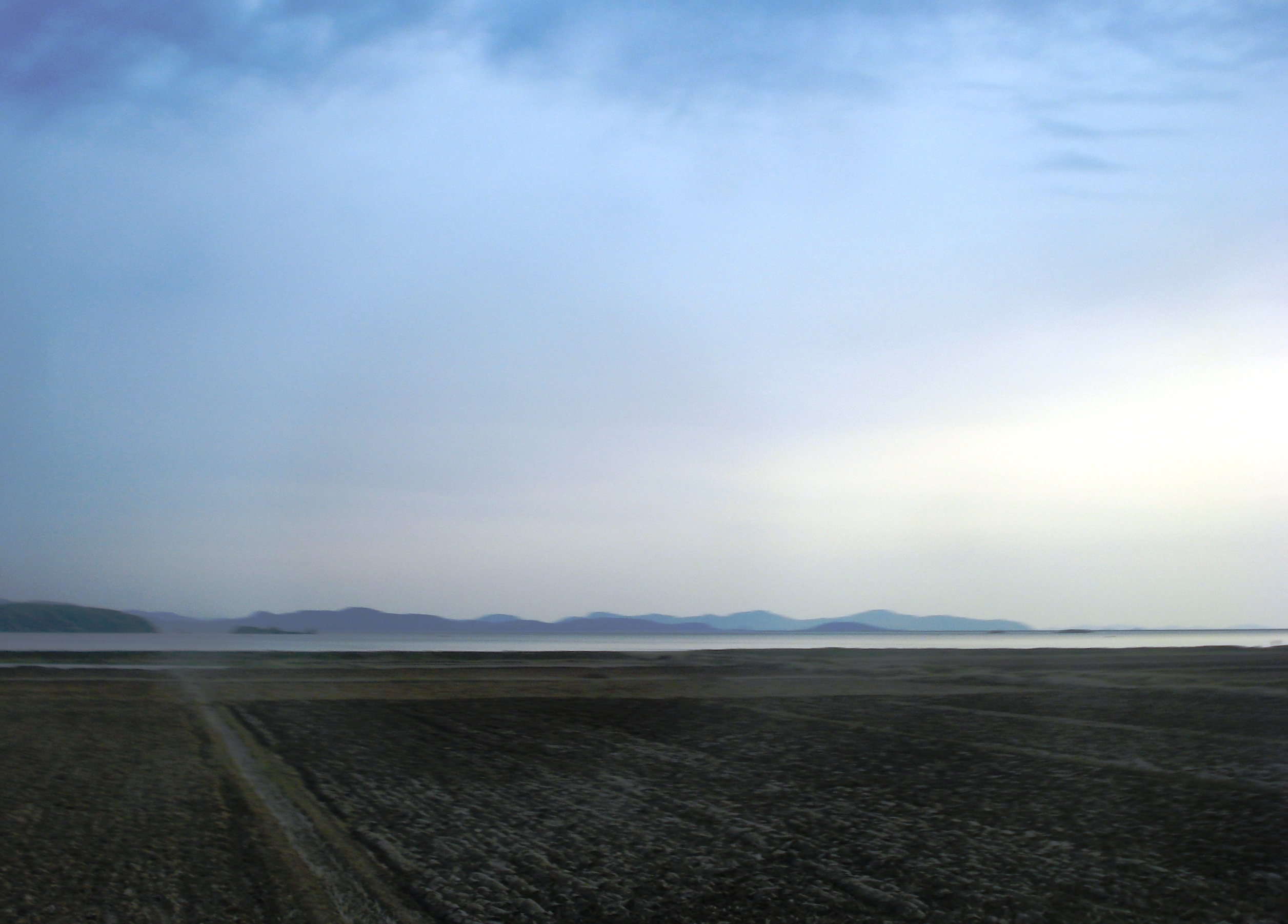
Река Тэдонган в Нампхо
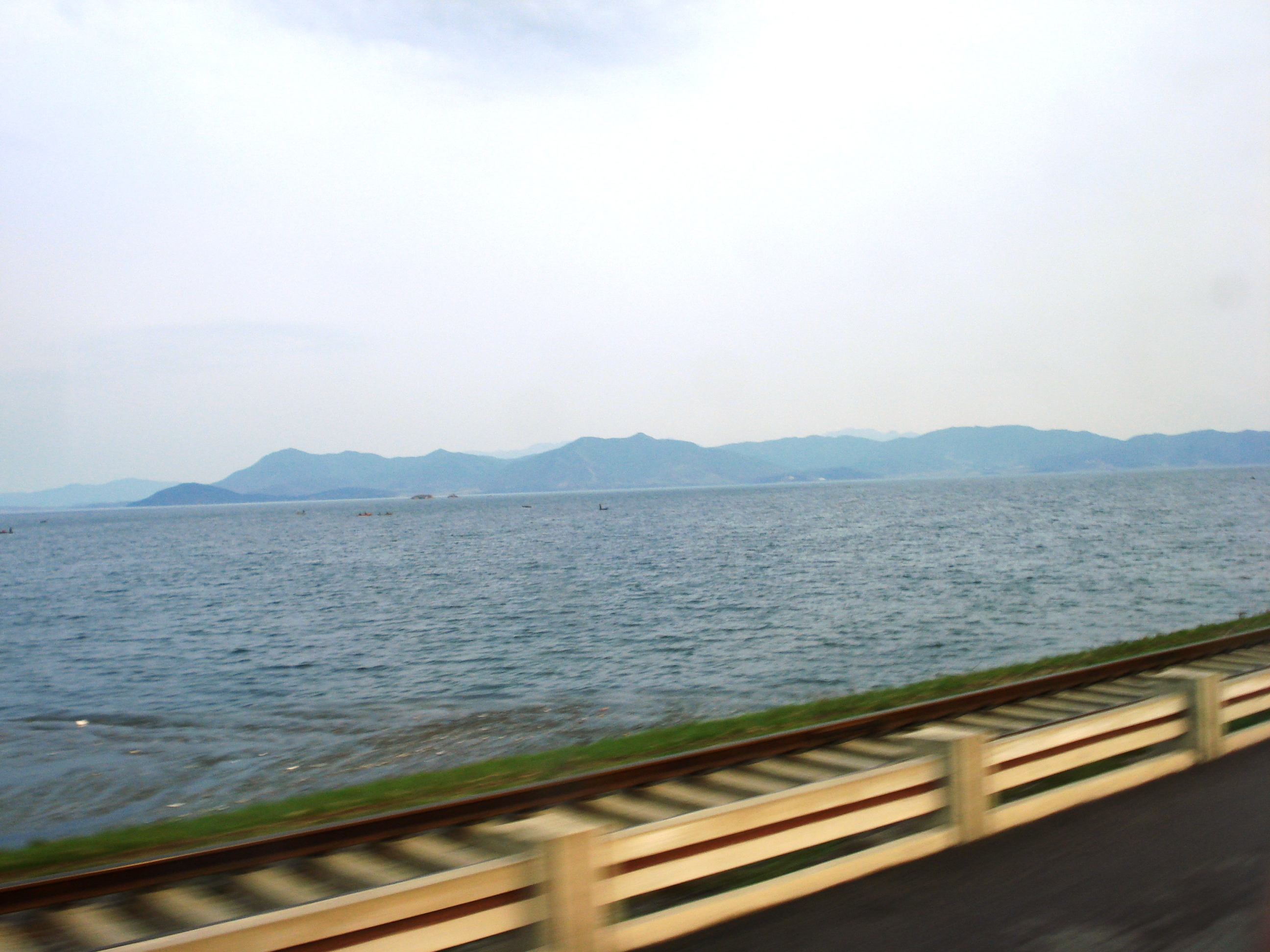
Река Тэдонган в Нампхо

## В культуре
Изображение реки Тэдонган, протекающей через Пхеньян, использовалось как фоновое изображение на Корейском центральном телевидении до 2012 года.